# Pseudotabanus eyreanus
Pseudotabanus eyreanus är en tvåvingeart som först beskrevs av M. Josephine Mackerras 1961.  Pseudotabanus eyreanus ingår i släktet Pseudotabanus och familjen bromsar. Inga underarter finns listade i Catalogue of Life.